# 佐藤友香 (競輪選手)
佐藤 友香（さとう ゆか、1981年〈昭和55年〉7月6日 - ）は、青森県出身の女子競輪選手、元陸上競技選手。日本競輪選手会青森支部所属、ホームバンクは青森競輪場。日本競輪学校（当時）第110期生。

## 経歴
中学時代から陸上競技を始め、鹿屋体育大学卒業後は七十七銀行所属およびチームミズノアスレティック所属のアスリートとして活動していた。2005年世界陸上競技選手権大会では400メートルリレー走日本代表となった。膝の手術をするため休養していたとき、ガールズケイリンを勧められ競輪選手を志したという。
2014年（平成26年）12月24日、競輪学校第110回適性試験に合格。在校競走成績は14位（6勝）。
2016年（平成28年）7月2日、静岡競輪場でデビューし5着。初勝利は同年10月31日の玉野競輪場で挙げた。